# Hisato Ohzawa
Hisato Ohzawa (大澤壽人 Oosawa Hisato) (født 1. august 1907 i Kobe, død 28. oktober 1953) var en japansk komponist, pianist, dirigent og musikpædagog.
Ohzawa studerede klaver og orgel i sin hjemby. Han flyttede så til USA (1930) og studerede komposition på Boston University og New England Conservatory of Music, og han studerede ligeledes privat hos bl.a. Arnold Schönberg. Han vendte tilbage til Japan (1936), hvor han ledede flere orkestre og skoler. Han har skrevet 3 symfonier, sinfonietta, orkesterværker, kammermusik, tre klaverkoncerter, strygerkvartetter etc.
Ohzawa underviste på flere musikkonservatorier, bl.a Kobe College (Kobe Jogakuin Daigaku 神戸女学院大学). Han var inspireret af Igor Stravinskij, Arnold Schönberg og Dmitrij Sjostakovitj.

## Udvalgte værker
- Symfoni nr. 1 (1934) - for orkester
- Symfoni nr. 2 (1934) - for orkester
- Symfoni nr. 3 (1937) - for orkester
- Sinfonietta (1932) - for orkester
- 3 Klaverkoncerter (1933, 1934, 1938) - for klaver og orkester
- Violinkoncert "Til et kinesisk digt" (1936) - for violin og orkester.